# Vanda furva
Vanda furva là một loài thực vật có hoa trong họ Lan. Loài này được (L.) Lindl. miêu tả khoa học đầu tiên năm 1833.